# Station Teting
Station Teting is een spoorwegstation in de Franse gemeente Teting-sur-Nied.

## Treindienst
| Serie     | Treinsoort | Route                                                                        | Bijzonderheden |
| --------- | ---------- | ---------------------------------------------------------------------------- | -------------- |
| TER 23700 | TER (SNCF) | Metz-Ville – Rémilly – Faulquemont – Teting – Saint-Avold – Béning – Forbach |                |